# Ørestad (métro de Copenhague)
Pour l’article homonyme, voir Ørestad.
Ørestad est une station de la ligne 1 du métro de Copenhague située sur l'île d'Amager sur la commune de Copenhague. 

## Situation
La station de métro Ørestad est située à Copenhague dans le quartier d'Ørestad à l'intersection de Ørestads Boulevard et de l'autoroute E20 reliant le Danemark et la Suède. 
Elle est située entre les stations Bella Center et Vestamager. 

## Histoire
La gare ferroviaire Ørestad entre en service en 2000 à l'occasion de l'ouverture de la ligne ferroviaire reliant la Suède et le Danemark via le pont de l'Øresund. 
La station de métro Ørestad entre en service le 19 octobre 2002. Ørestad devient ainsi un pôle de transport majeur à mi-chemin entre le centre-ville et l'aéroport de Copenhague. 
Elle doit son nom au nouveau quartier d'Ørestad dont elle a permis le développement urbain et dont elle dessert le secteur central (Ørestad City en danois). 

## Services au voyageurs

### Accès
La station Ørestad est aérienne. Elle est accessible par deux escaliers et un ascenseur menant directement au quai situé sur un viaduc. La station ne possède pas de niveau destiné à l'information des voyageurs et à la vente des titres de transport.

### Quais
La station dispose d'un quai central couvert et à l'air libre desservant 2 voies sur lesquelles circulent les métros à conduite automatique. Les voies sont séparées du quai par des portes vitrées à ouverture automatique. Des écrans informent les voyageurs des directions et du temps d'attente pour les prochains métros. 

### Intermodalité
La station est en correspondance avec la gare d'Ørestad desservie par les trains DSB reliant notamment la gare centrale de Copenhague, l'aéroport de Copenhague et Malmö en Suède. 
La station est en correspondance avec le réseau de bus de l'agglomération de Copenhague.  
De nombreux emplacements pour le stationnement des vélos sont disponibles sur les espaces publics alentour ainsi qu'en-dessous de la station située en viaduc. 

## À proximité
- Royal Arena : salle multi-fonctionnelle de 16.000 places, réalisée par l'agence d'architecture danoise 3XN
- Fields : centre commercial